# Икелап, Эвангелин
Эвангелин Икелап (родилась 18 января 1982 года) — спортсменка, выступавшая на международном уровне за Федеративные Штаты Микронезии.
Она представляла Федеративные Штаты Микронезии на летних Олимпийских играх 2004 года в Афинах, участвовала в беге на 100 метров, где заняла 7-е место в своем забеге показав результат 13,50 секунды, и не сумев пройти в следующий раунд. Её младшая сестра Мария Икелап участвовала в том же соревновании на летних Олимпийских играх 2008 года в Пекине.